# Porotrichum chilense
Porotrichum chilense là một loài rêu trong họ Neckeraceae. Loài này được Thér. mô tả khoa học đầu tiên năm 1924.